# گوستون (بلغارستان)
گوستون (به بلغاری: Gostun) یک منطقهٔ مسکونی در بلغارستان است که در شهرداری بنسکا واقع شده‌است. گوستون ۵۲٬۴۲۵ کیلومتر مربع مساحت و ۶۹ نفر جمعیت دارد و ۱٬۰۲۸ متر بالاتر از سطح دریا واقع شده‌است.